# دیوید بوارد
دیوید بوارد (انگلیسی: David Bouard؛ زادهٔ ۱۲ مارس ۱۹۷۷) بازیکن فوتبال اهل فرانسه است.
از باشگاه‌هایی که در آن بازی کرده‌است می‌توان به باشگاه فوتبال استاد برستوا ۲۹، باشگاه فوتبال کان، و باشگاه فوتبال لوریان اشاره کرد.
وی همچنین در تیم ملی فوتبال Brittany بازی کرده‌است.